# Monika Hojnisz-Staręga
Monika Hojnisz-Staręga, född Hojnisz den 27 augusti 1991 i Chorzów, är en polsk skidskytt. Hon debuterade i världscupen i skidskytte i Östersund, Sverige den 1 december 2010 och slutade då på en 44:e plats. Hojnisz tog sina första poäng i världscupen den 10 december 2010 då hon slutade 33:a i en sprint i Hochfilzen, Österrike. Hojnisz har ett individuellt VM-brons som hon tog i masstarten i  Nove Mesto 2013.

### Fotnoter
1. ↑  IBU Datacenter - Monika Hojnisz Arkiverad 2 februari 2013 hämtat från the Wayback Machine. (engelska)